# NGC 2469
NGC 2469 est une galaxie spirale située dans la constellation du Lynx. NGC 2469 a été découverte par l'astronome germano-britannique William Herschel en 1790.

## Caractéristiques
Sa vitesse par rapport au fond diffus cosmologique est de 3 585 ± 13 km/s, ce qui correspond à une distance de Hubble de 52,9 ± 3,7 Mpc (∼173 millions d'al).
À ce jour, quatre mesures non basées sur le décalage vers le rouge (redshift) donnent une distance de 58,150 ± 3,339 Mpc (∼190 millions d'al), ce qui est à l'intérieur des valeurs de la distance de Hubble. Notons cependant que c'est avec la valeur moyenne des mesures indépendantes, lorsqu'elles existent, que la base de données NASA/IPAC calcule le diamètre d'une galaxie et qu'en conséquence le diamètre de NGC 1469 pourrait être d'environ 17,7 kpc (∼57 700 al) si on utilisait la distance de Hubble pour le calculer.
La classe de luminosité de NGC 2469 est II-III et elle présente une large raie HI.